# Premio Fénix
Il Premio Fénix (Premio Iberoamericano de Cine Fénix) era un premio messicano dedicato al cinema iberoamericano (America Latina, Spagna e Portogallo). È stato istituito nel 2014 dall'associazione Cinema 23 allo scopo di creare una piattaforma di promozione dei film provenienti da 23 paesi di lingua spagnola e portoghese.
Ogni anno durante la stagione autunnale, Città del Messico ospitava la Semana Fénix, una rassegna cinematografica della durata di dieci giorni durante la quale venivano presentati i film che avevano ricevuto la candidatura. Al termine del festival veniva celebrata in diretta televisiva la cerimonia di assegnazione dei Premi Fénix, detti Plaza, presso il Teatro de la Ciudad di Città del Messico. Nella sua edizione 2019, i premi sono stati annullati a causa della mancanza di sussidi pubblici e dello scarso interesse da parte dei finanziatori privati messicani.

## Storia
Durante la 67ª edizione del Festival di Cannes, la Cinema 23, associazione creata nel 2012 per promuovere e diffondere la cultura cinematografica latino-americana, spagnola e portoghese, annuncia la nascita del Premio Iberoamericano de Cine Fénix. Alla conferenza stampa partecipano Maria de Medeiros, Alice Braga, Paz Vega, Ana de la Reguera e Gael García Bernal. La prima edizione è stata seguita da oltre 200 milioni di telespettatori. Ad aggiudicarsi il Premio Fénix per il miglior film fu La gabbia dorata.
L'unico italiano ad essere stato candidato ai Premios Fénix è il compositore Giorgio Giampà per la colonna sonora di Tiempo Compartido nel 2018

## Premi
La statuetta, detta la Plaza, fu creata dall'artista brasiliano Artur Lescher e rappresenta un uovo di fenice, di colore nero per i premi di categoria, di color alluminio per i riconoscimenti speciali.

### Premi di categoria
- Miglior film (Largometraje de ficción)
- Miglior regista (Dirección)
- Migliore attrice (Actuación femenina)
- Miglior attore (Actuación masculina)
- Miglior sceneggiatura (Guion)
- Miglior fotografia (Fotografía de ficción)
- Miglior grafica (Diseño de arte)
- Miglior costumi (Vestuario)
- Migliori effetti sonori (Sonido)
- Miglior montaggio (Edición)
- Miglior colonna sonora (Música)
- Miglior documentario (Largometraje documental)
- Migliore fotografia in un documentario (Fotografía de documental)

### Premi speciali
- Premio speciale al lavoro critico (Fénix al Trabajo Crítico)
- Premio speciale del pubblico (Fénix de los Exhibidores)
- Premio speciale alla carriera (Fénix a la Trayectoria)
- Premio speciale Fénix (Fénix al Festival Iberoamericano de Cine)